# Рожнява
Рожнява (словац. Rožňava, нім. Rosenau, угор. Rozsnyó) — місто, громада, адміністративний центр округу Рожнява, Кошицький край, східна Словаччина, історичний регіон Горний Ґемер. Кадастрова площа громади — 45,62 км². Населення — 19 190 осіб (за оцінкою на 31 грудня 2017 р.).

## Історія
Перша згадка 1291 року (за іншими даними — 1230-го).
Історичні назви: 1291-го року — Rosnoubana, з 1320-го — Rosnobana, з 1323-го — Rosnobana, Rusnobana, з 1391-го — Rosnowbanya, Rosnobanya, з 1525-го — Rosnauia, з 1773-го — Rossnawa, з 1786-го — Rožňava, з 1808-го — Rožňawa, угор. Rozsnyó, нім. Rosenau, лат. Rosnavia.
1938—1945 рр під окупацією Угорщини (докладніше див. Словацько-угорська війна). Визволена військами 2-го українського фронту 23 січня 1945 року.

### Історичні місцевості
- Čučma (Чучма): північна околиця міста, перша згадка 1413-го року, поселення виникло в XIV столітті… Було приєднано до Рожняви 1960-го року, але за сучасним адмінподілом є окремою громадою.

- Nadabula: поселення виникло в другій половині XIV століття. Приєднано до Рожняви 1960-го року.

## Географія
Місто розташоване посеред Рожнявської котлини при її переході до Словацького карсту, в долині річки Слана і її притоки Дразус (Drazus). Протікає Рожнявський потік.

## Транспорт
Автошляхи:
- Cesty I. triedy:
  - I/16
  - I/67
- Cesty II. triedy:
  - II/526

Залізнична станція Rožňava.

## Населення
| Рік:            | 1994.  | 2004.   | 2014.   | 2024.    |
| --------------- | ------ | ------- | ------- | -------- |
| Кількість осіб: | 19 602 | 19 226  | 19 450  | 16 857   |
| Різниця:        |        | -1,91 % | +1,16 % | -13,33 % |

| Рік:            | 2023.  | 2024.   |
| --------------- | ------ | ------- |
| Кількість осіб: | 16 932 | 16 857  |
| Різниця:        |        | -0,44 % |

## Пам'ятки
Докладніше: list of cultural heritage monuments in Rožňavad .

## Галерея

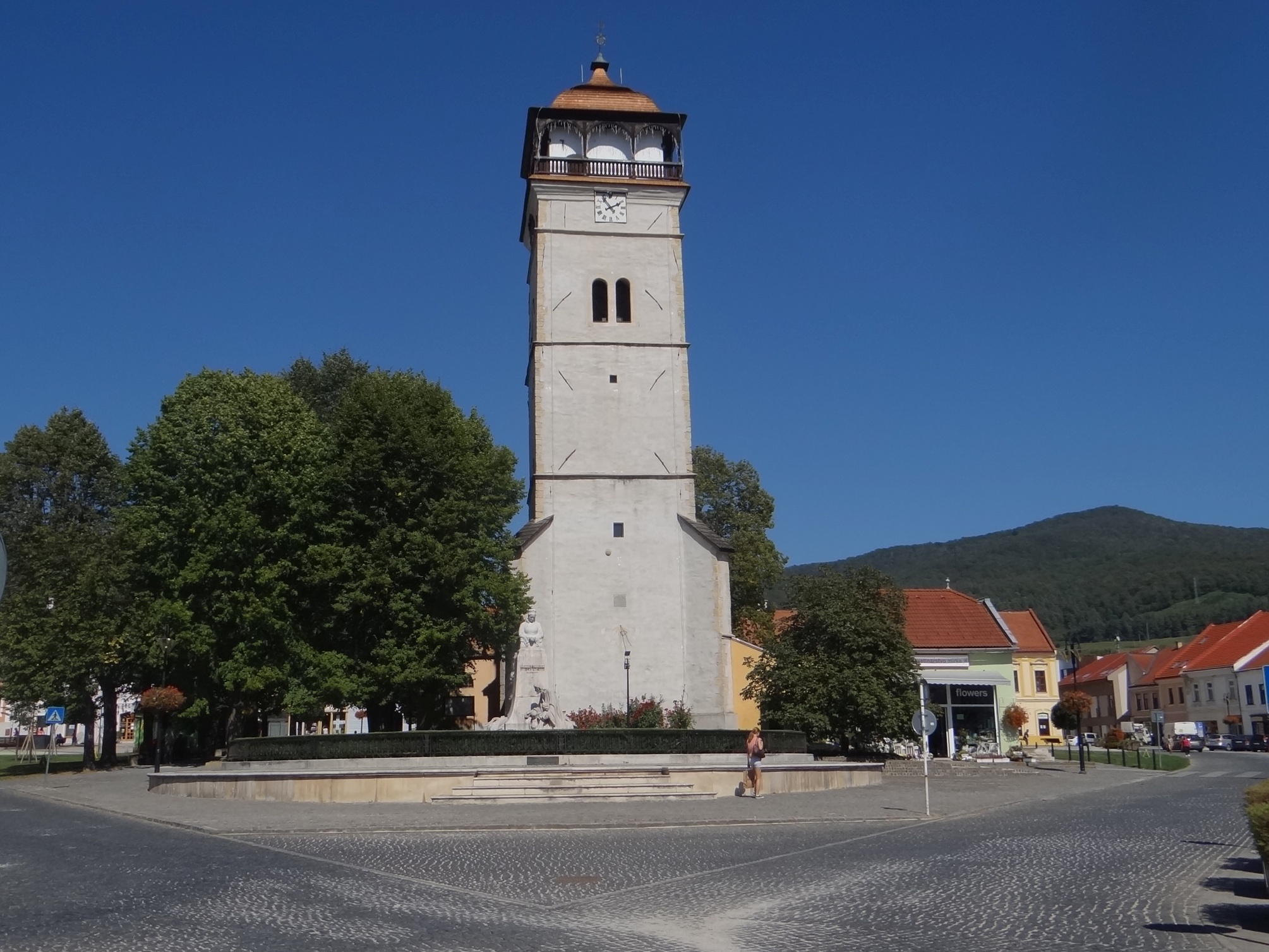
Ратуша
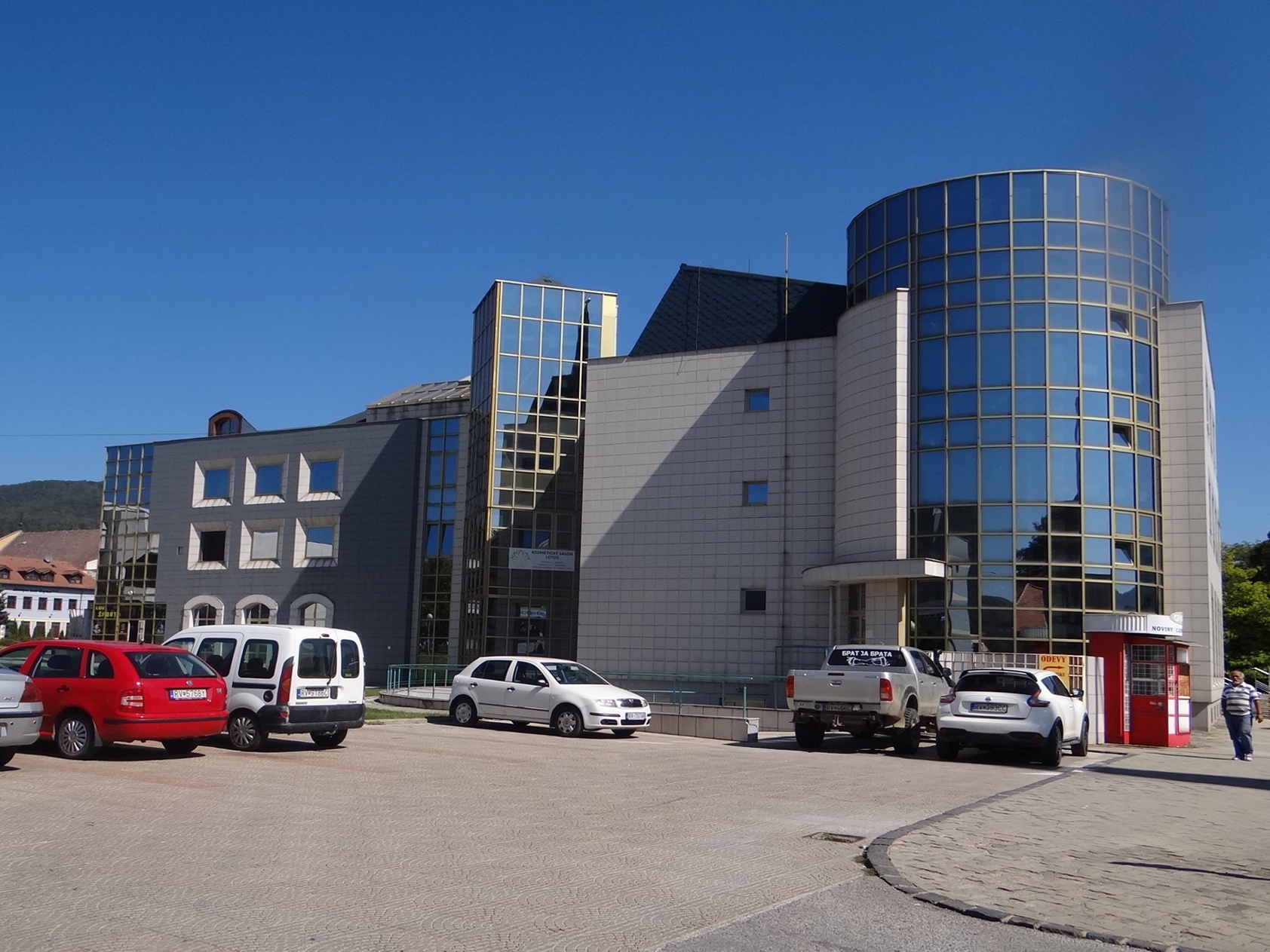
Банк
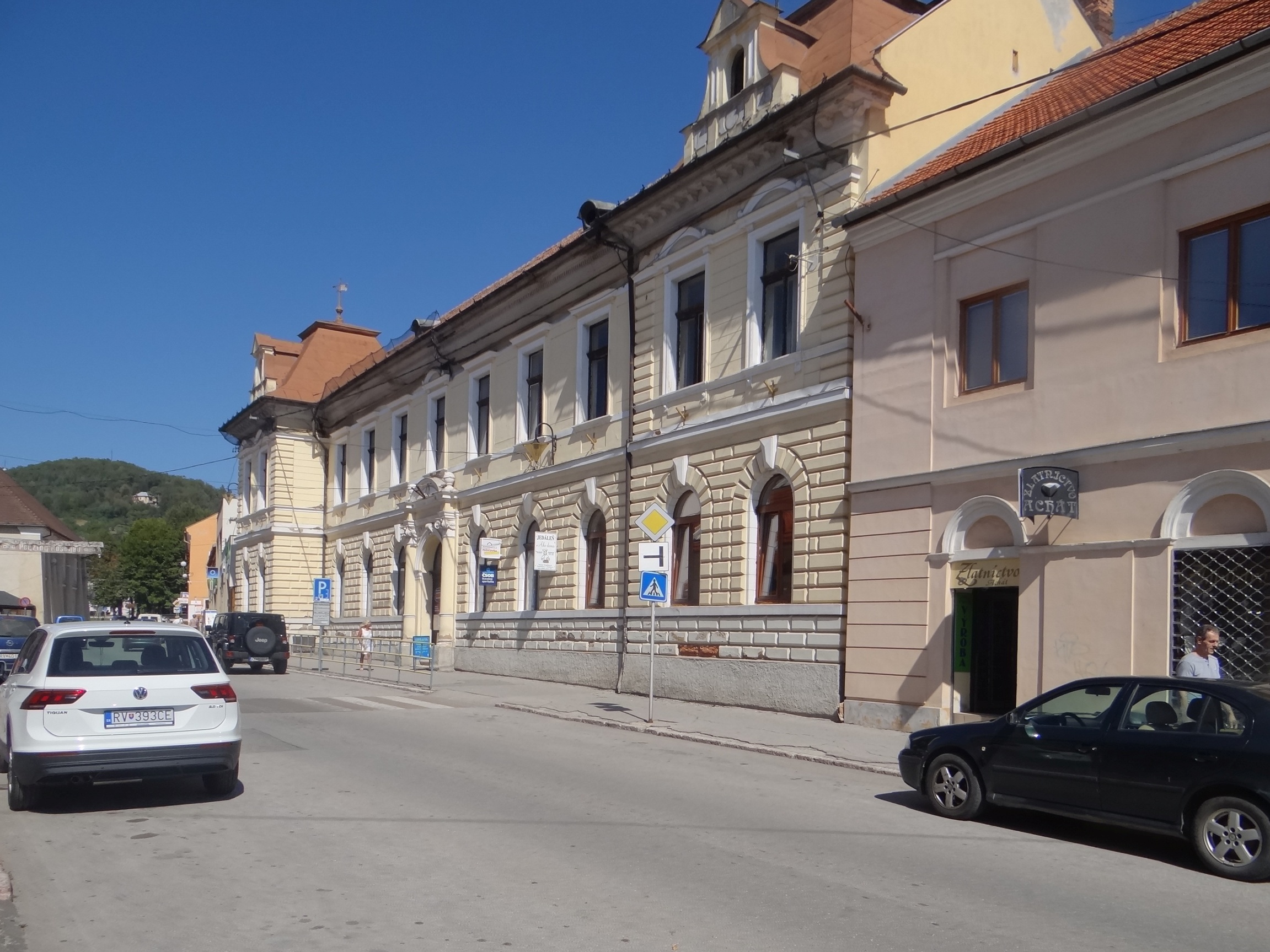
Zabytkowa zabudowa
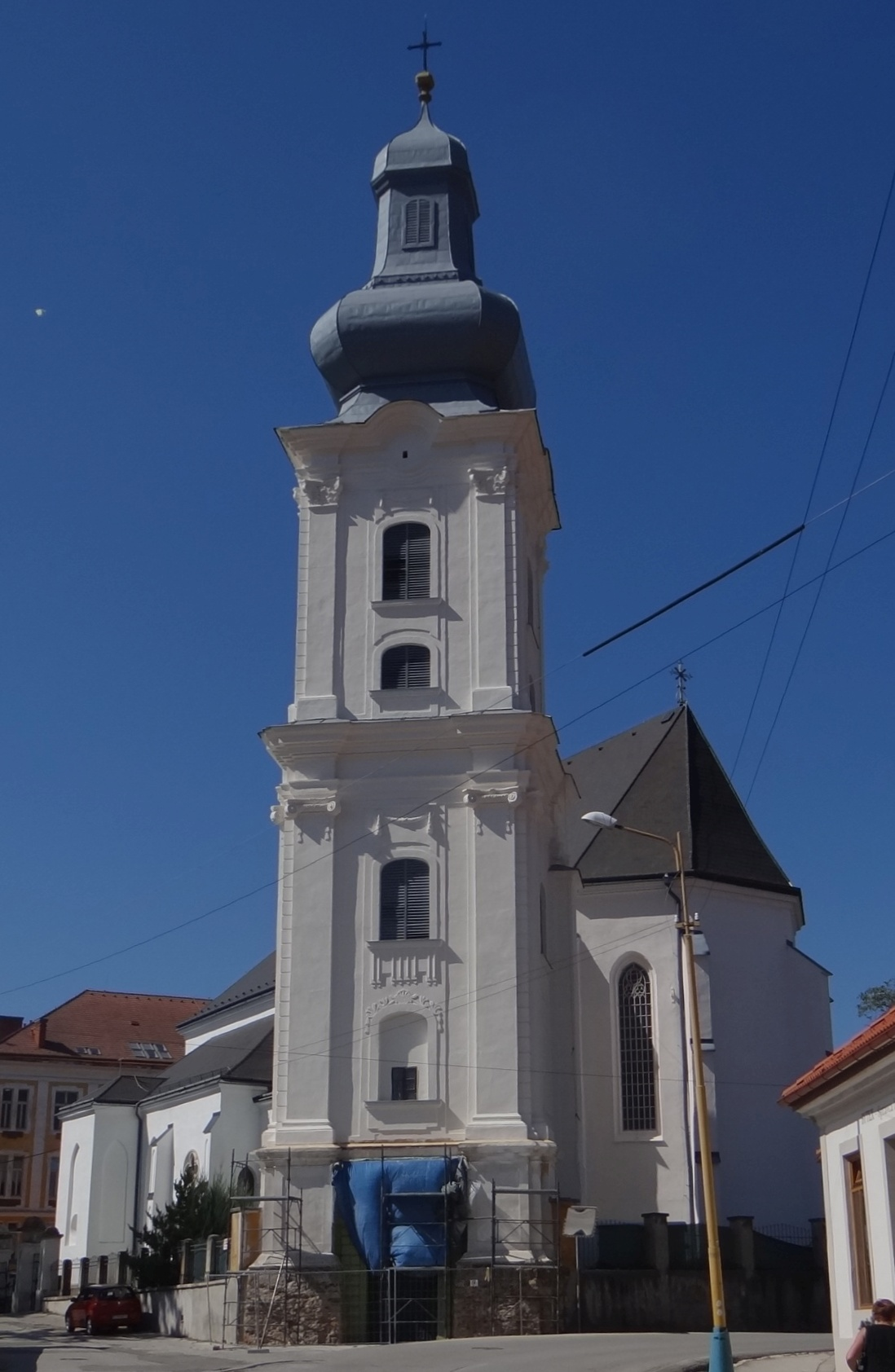
Катедра
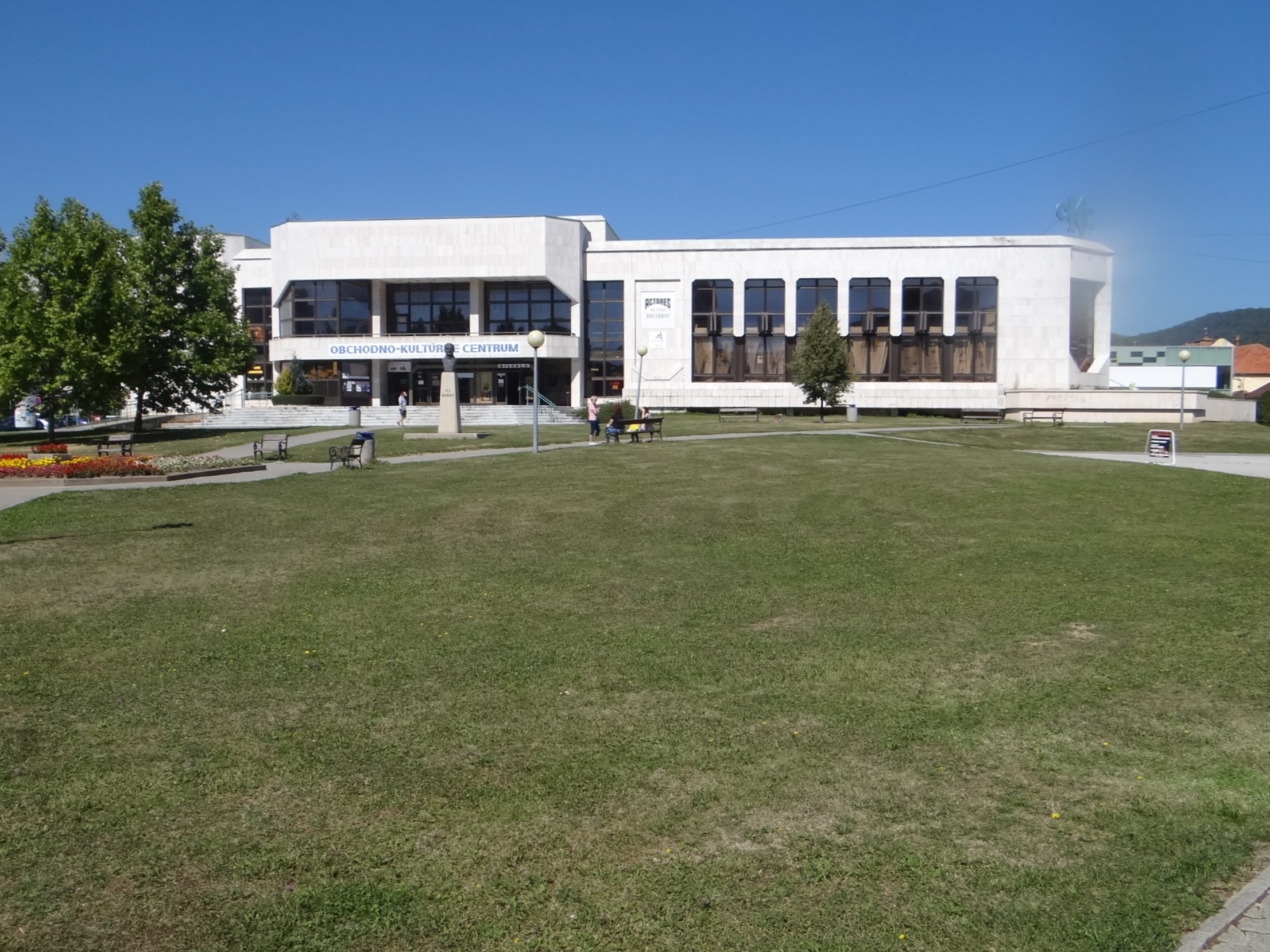
Будинок культури
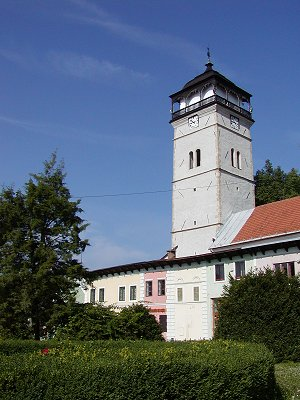
Сторожова вежа